# Gazon du Faing
Le gazon du Faing est un sommet granitique du massif des Vosges situé sur la ligne de crête entre le col du Bonhomme et le col de la Schlucht.
Le panorama vers le val d'Orbey et le val de Munster (Soultzeren-Stosswihr) est remarquable. La Forêt-Noire, le Jura et les Alpes sont aussi visibles par temps dégagé.

## Toponymie
Le terme gazon désigne une pelouse ou un pré en altitude. Au sens vosgien il n’est pas attesté dans le dictionnaire du français médiéval de Godefroy. On note la présence de dérivés : gazonneur et gazonner « revêtir de gazon ». En revanche, dans les compléments il s'y trouve avec la signification que l’on connaît d’aujourd’hui : Wason, gazon, wasson « herbe fine qui forme un tapis de verdure sur le sol ».
Le nom masculin Faing est issu directement d'un mot germanique du genre neutre, soit *fani (gotique fani « boue »), soit *fenni (vieux haut-allemand fenni, fenna « marais, marécage »). Le terme allemand moderne Fenn est issu du bas allemand et il est du genre neutre. On le trouve également en Frise, aux Pays-Bas et en Belgique, par exemple dans la région des Hautes Fagnes, appelée Hoge Venen en néerlandais. Ils procèdent tous du germanique commun *fanja-, *fanjam signifiant « tourbière, marais ».

## Géographie

### Situation
Ce sommet presque plan aux abords arrondis qui compte parmi les dix plus hauts du massif, présente un flanc assez abrupt du côté alsacien, donnant naissance à une auge glaciaire qui abrite le lac Noir 350 mètres en contrebas.
Le Soultzeren Eck, c'est-à-dire le « coin-borne de Soultzeren », est un point frontière partagé entre trois communes, celles de Soultzeren et d'Orbey versant alsacien, et celle de Plainfaing côté lorrain. Cette formation toponymique tardive, pour des nécessités de repérage altimètrique à la Belle Époque, obéit à la même genèse linguistique que celle du Ringbuhl.

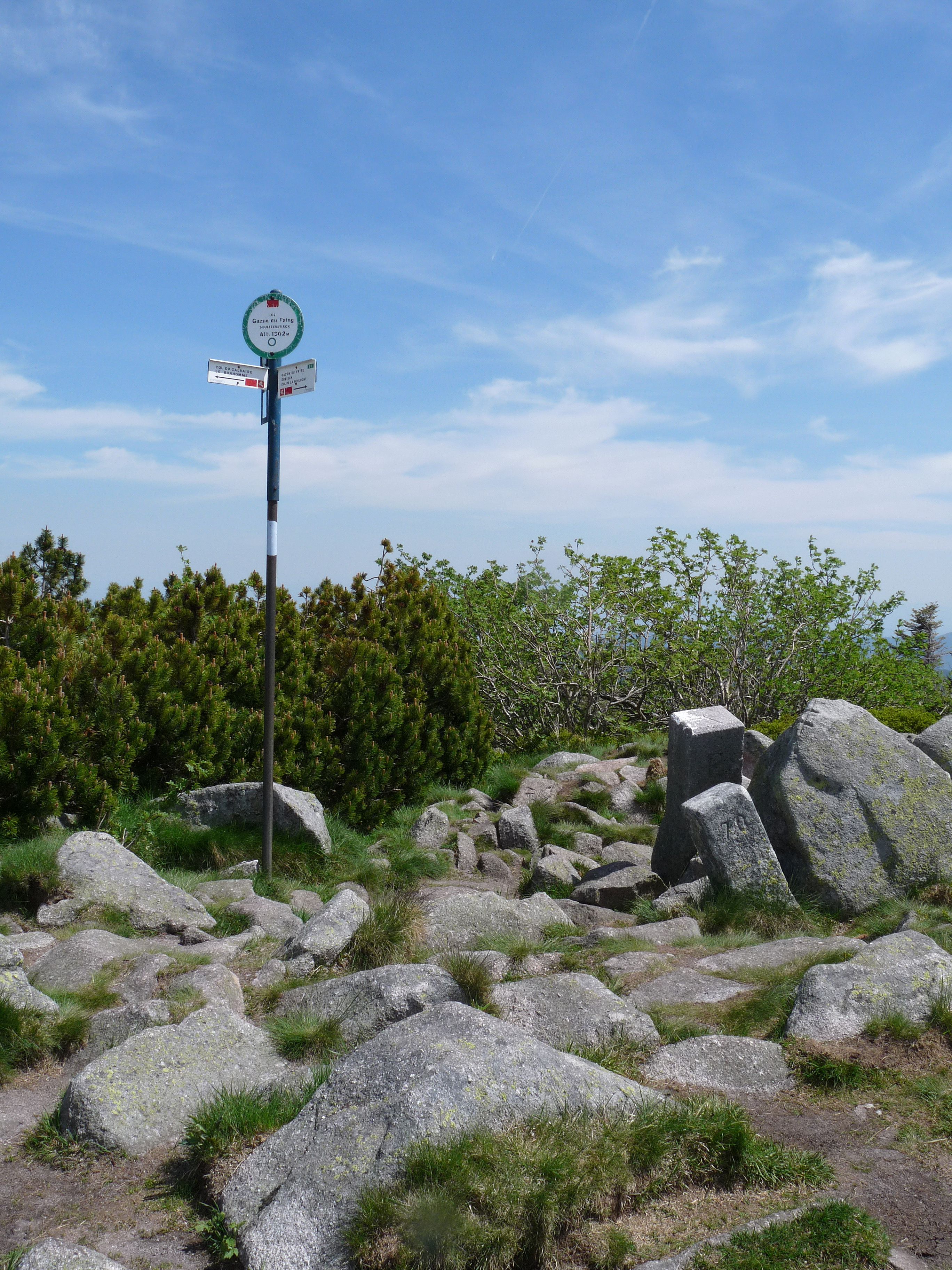
Soulzeren Eck, le point culminant du gazon du Faing à la croisée des chemins.
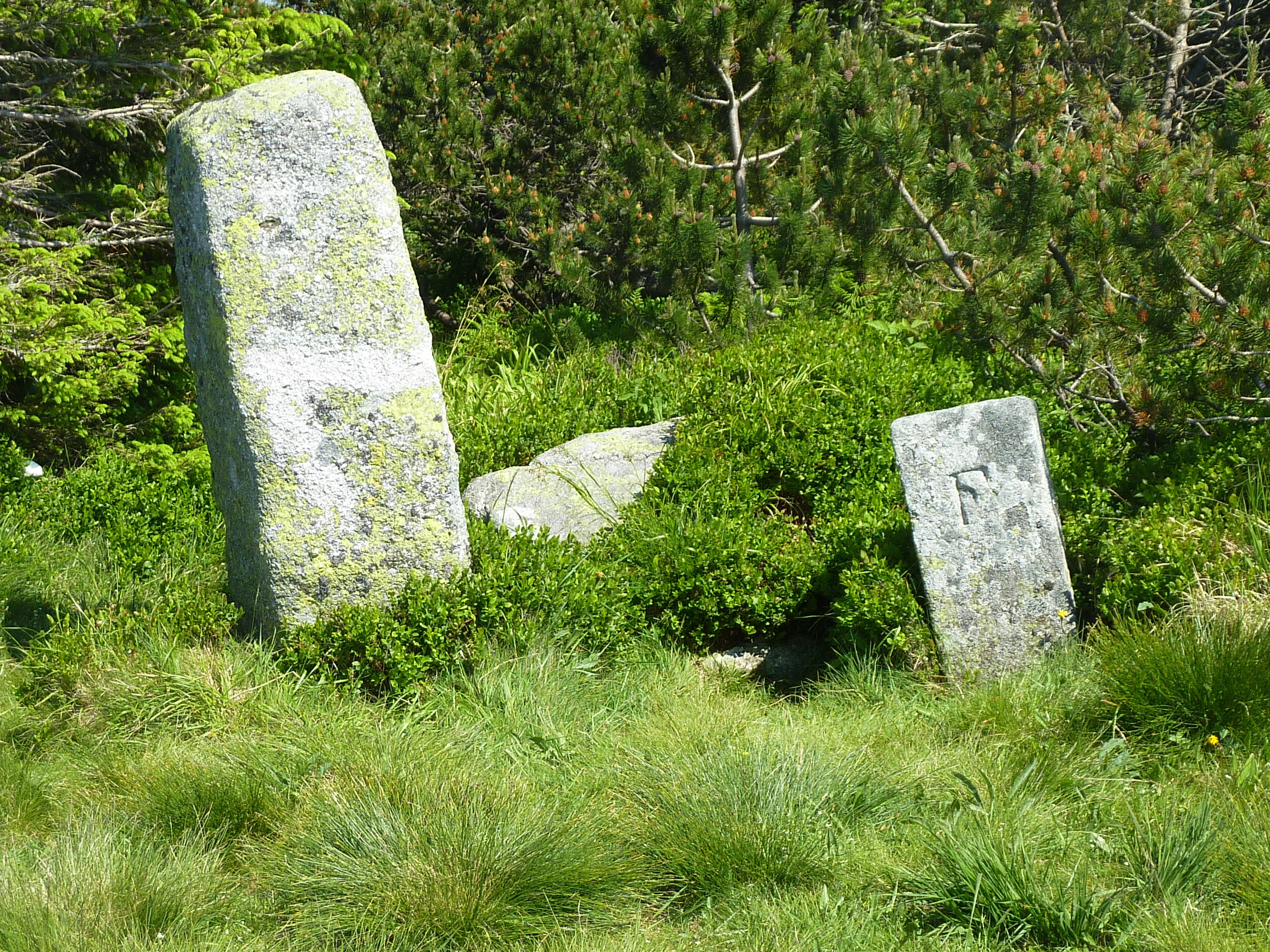
Les anciennes bornes de la frontière franco-allemande sur le crête du gazon du Faing.

### Climat

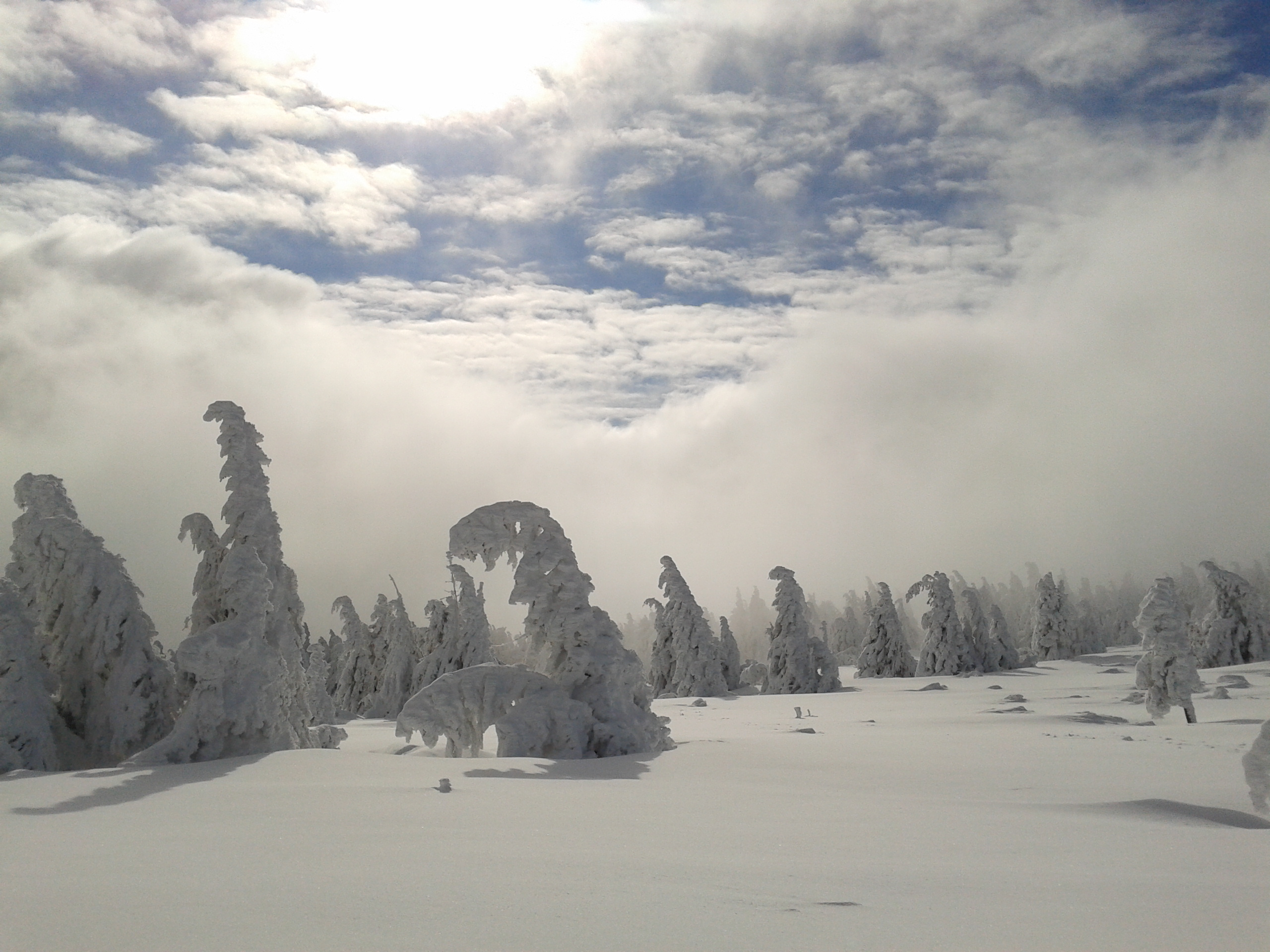
La crête du gazon du Faing en hiver par temps de brouillard.

Le climat du gazon du Faing est montagnard. Les étés sont courts, frais et orageux et les hivers longs et rigoureux. Les températures y sont parfois très rudes, jusqu'à −21 °C en hiver et rarement plus de 27 °C en été, au plus chaud de la saison. Les précipitations, abondantes, peuvent atteindre 1 700 mm par an.

### Flore
Le gazon du Faing, avec son altitude supérieure à 1 100 mètres, se situe à l'étage subalpin. Cet étage, qui suit l'étage montagnard, est facilement remarquable par des versants rocheux et abrupts, une absence de végétation due aux vents violents et aux températures basses, où le sapin et les hêtraies ne se développent plus et laissent place aux espèces de plantes alpines et aux chaumes, vastes étendues herbeuses, équivalentes aux alpages dans les Alpes, bien que l'étage subalpin vosgien soit unique en son genre.

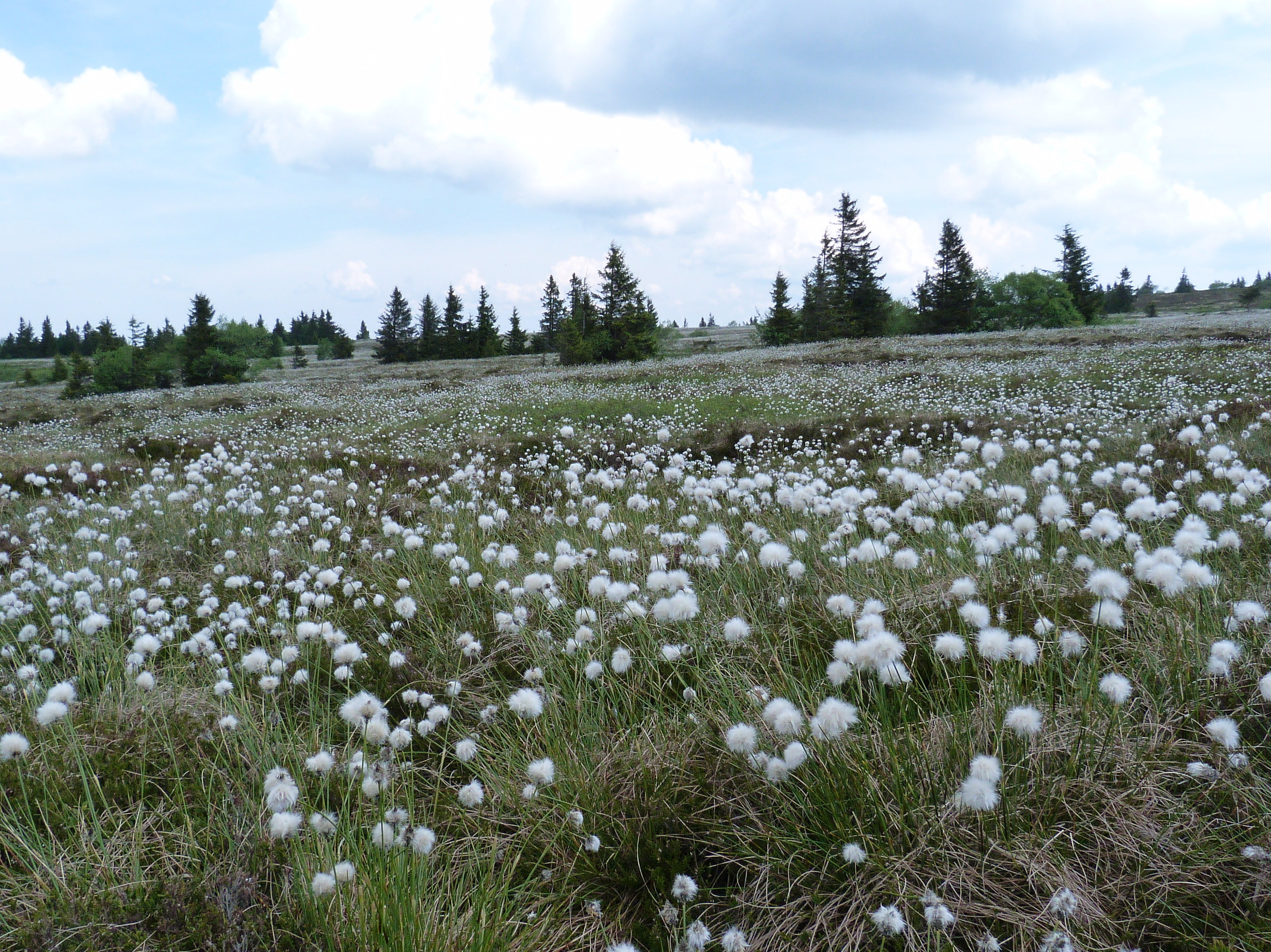
Champ de linaigrettes (Eriophorum vaginatum) au gazon du Faing.

Dans la réserve, 519 espèces botaniques, parfois caractéristiques de régions subarctiques, sont référencées. Parmi celles-ci, 102 lichens et champignons, 156 mousses, 24 fougères dont l'Athyrium des Alpes et 237 plantes vasculaires supérieures.
Terre d'élevage redevenue sauvage, rendue à la myrtille, à l'Airelle des marais, à la canneberge et à la callune, la prairie sommitale autrefois couvertes de graminées — il en reste le Nard rouge (Nardus stricta) — tend à se couvrir d'une strate arbustive. Dans les étendues les plus ventées, la callune (Calluna vulgaris) s'impose. La myrtille ou brimbelier local (Vaccinium myrtillius) couvre les endroits longtemps enneigés. Enfin, l'Airelle des marais (Vaccinium uliginosum), l'Airelle rouge (Vaccinium vitis-idaea) et la Camarine noire (Empetrum nigrum) complètent la famille des éricacées.
En maints endroits, l'humidité stagnante favorise mousses et sphaignes, et les tourbières recommencent à croître. La laîche et la Scheuchzérie des marais, les linaigrettes les colonisent. L'andromède à la rose corolle en grelot, l'Œillet superbe, le Rossolis à feuilles rondes, les uvulaires à feuilles embrassantes et la grassette profitent de la fraîcheur du milieu.

### Faune
La variété des lisières permet de maintenir une faune variée de mammifères et d'insectes.
Les oiseaux dévoilent le caractère montagnard et nordique de la réserve. On y trouve par exemple le Merle à plastron (Turdus torquatus), la Bécasse des bois (Scolopax scolopax), la Gélinotte des bois (Bonasia bonasia), le Faucon pèlerin (Falco peregrinus)…
Du côté alsacien, se trouve un biotope à chamois, le lynx est aussi présent de manière régulière.

## Histoire
La vaste chaume-montagne à vaches au nom évocateur, aujourd'hui en partie abandonnée, s'étendait sur le versant lorrain, dominant le col du Louschbach et surtout le val de la Haute Meurthe presque 600 mètres en contrebas. Elle a été attribuée à la commune de Plainfaing au terme des partages de chaumes sommitales avec la commune du Valtin, durant la Restauration. Sa ferme-auberge est en bordure de la route des Crêtes, à 1 225 mètres d'altitude, au sud de l'ancienne chaume.
La tradition orale identifie encore aujourd'hui les hautes Chaumes, occupées autrefois par les pasteurs orbelais, au gazon du Faing. Pourtant, les documents de l'époque moderne distinguent cinq gazons principaux (voisins en français adapté, vase ou wase en ancien dialecte alsacien, wazo en patois vosgien) ou grandes chaumes :
- le Monthabeu associée aux Haut et Bas Fourneau, mais aussi au Montabey au sud de la Schlucht (Montebuhel au XVIe siècle, Montebulle jusqu'au XVIIIe siècle, Montabey ou Montebeu fin XVIIIe siècle[Notes 4]) ;
- le Tannet aujourd'hui Tanet (Thanneck au XVIIe siècle, Astenbach au XVIe siècle) ;
- le Gartelin ou Voisin-de-Feste (Gazon Saint-Martin au XVIIe siècle) ;
- le Gazon de Faing (parfois écrit Gazon de Feing au XIXe siècle) ;
- le Reichsberg (Reissberg au XVIIIe siècle, Rossperg ou Rossberg au XVIe siècle), dominant les cols du Calvaire et du Louschbach.

Il faudrait à cette liste sans doute ajouter la chaume de Béliure, en aval de la chaume du Tanet et de Gazon Martin. Mais la tradition orale conserve la mémoire d'un pâturage indivis, quelle que soit la multiplicité des acteurs, seigneurs contrôlant l'acensement, fermiers ou chaumistes. Il faisait partie pleinement du finage de la montagne vosgienne appartenant au duché de Lorraine, en limite ou fin de finage. C'est l'origine du toponyme faing.
Les Orbelais auraient nommé à l'époque médiévale la vaste montagne Rossberg et sa chaume étendue sur le finage lorrain, le Gazon du Fin de Plein finage.

## Activités

### Réserve naturelle
Plus de 500 hectares de hautes chaumes résiduelles sur les communes du Valtin et de Plainfaing ont fait l'objet d'une protection officielle sous forme d'une réserve naturelle nationale.
Selon le biologiste Roland Carbiener, la pelouse de cette haute chaume serait primaire au-dessus de 1 250 mètres d'altitude. La forêt est en croissance depuis plus d'un siècle, la hêtraie-sapinière gagne sur l'ancienne pâture à l'extrémité septentrionale. Au nord également de la zone sommitale, des trous d'eau permanents favorisent l'installation de faignes (tourbières) et de zones marécageuses, dans une végétation qui s'apparente à une lande nordique.

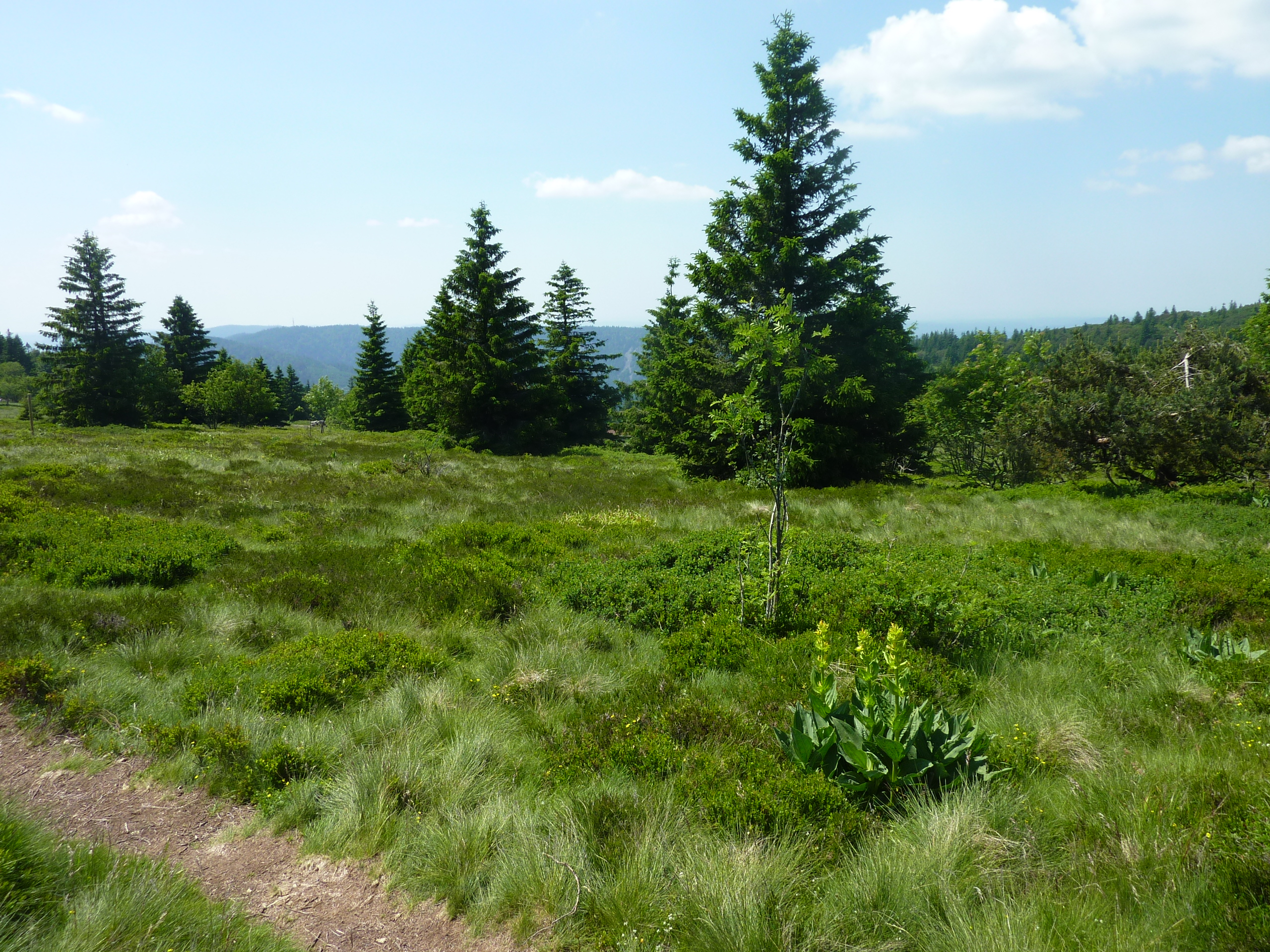
Végétation locale : gentiane, myrtilliers, bruyères et épicéas.
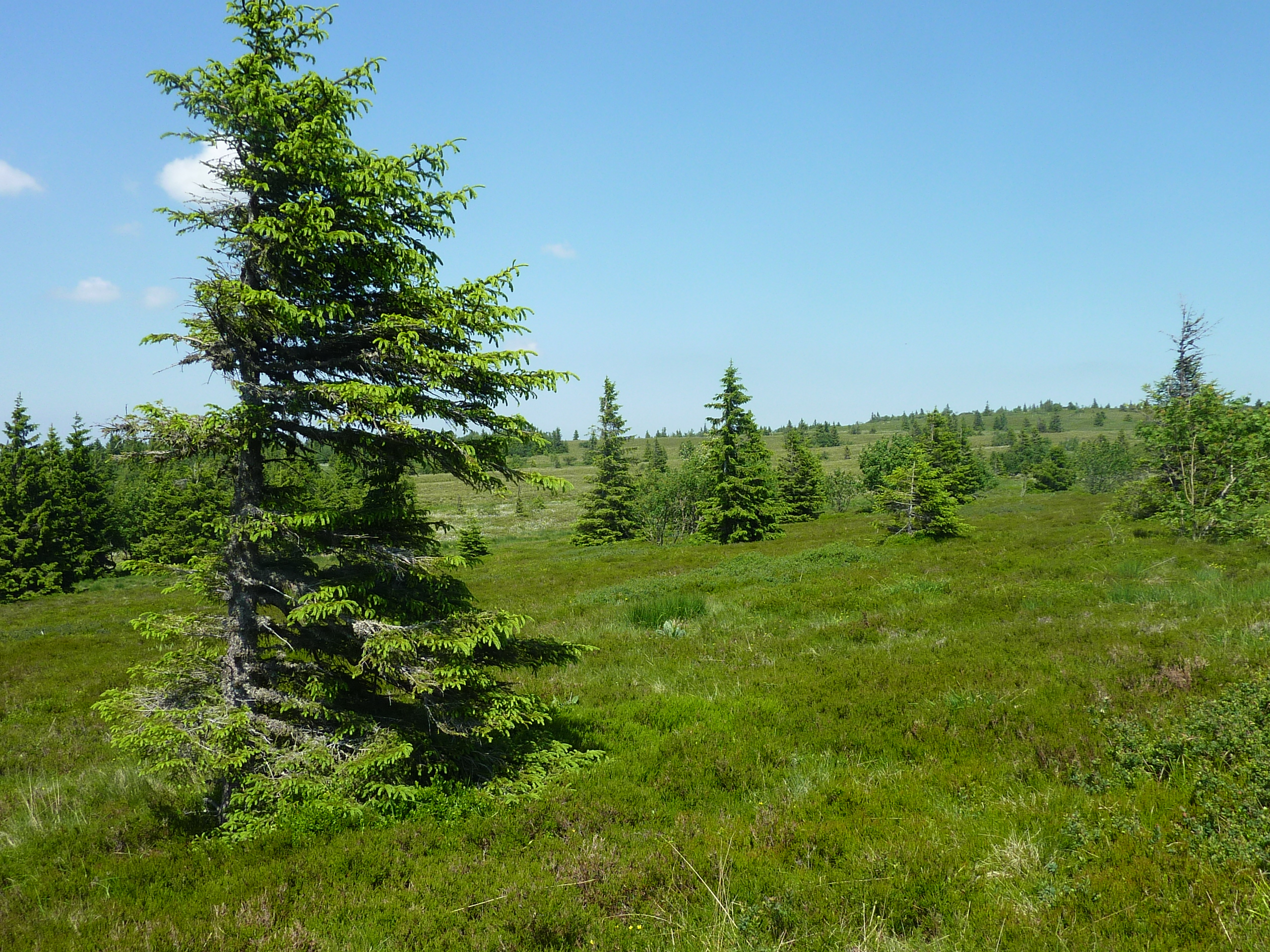
Les anciens pâturages du gazon du Faing.

### Randonnée
Desservie notamment par les deux sentiers de randonnée du Club vosgien, celui qui monte du Rudlin ou qui jalonne la route depuis le col du Calvaire ou du Louschbach, elle est le point de départ et d'arrivée d'une promenade circulaire qui permet d'aller observer au Soultzeren Eck à 1 302 mètres d'altitude, à proximité du sommet, ou depuis la corniche rocheuse qui gagne le Taubenklangfelsen, empilement spectaculaire de rochers granitiques en limite de la chaume à 1 299 mètres d'altitude, le lac du Forlet ou des Truites, 240 mètres plus bas.
Un sentier de grande randonnée reliant le col du Calvaire à la Schlucht suit à quelques mètres près la ligne de crête. Il gravit le sommet très faiblement proéminent de ce haut plateau.
Un départ de randonnée depuis l'auberge du Gazon du Faing permet également un accès rapide et peu pentu aux zones de la crête vosgienne surplombant le lac Noir d'une part, et le lac Blanc avec son rocher Hans d'autre part, offrant au randonneur une vue d'amas rocheux spectaculairement plongeante.

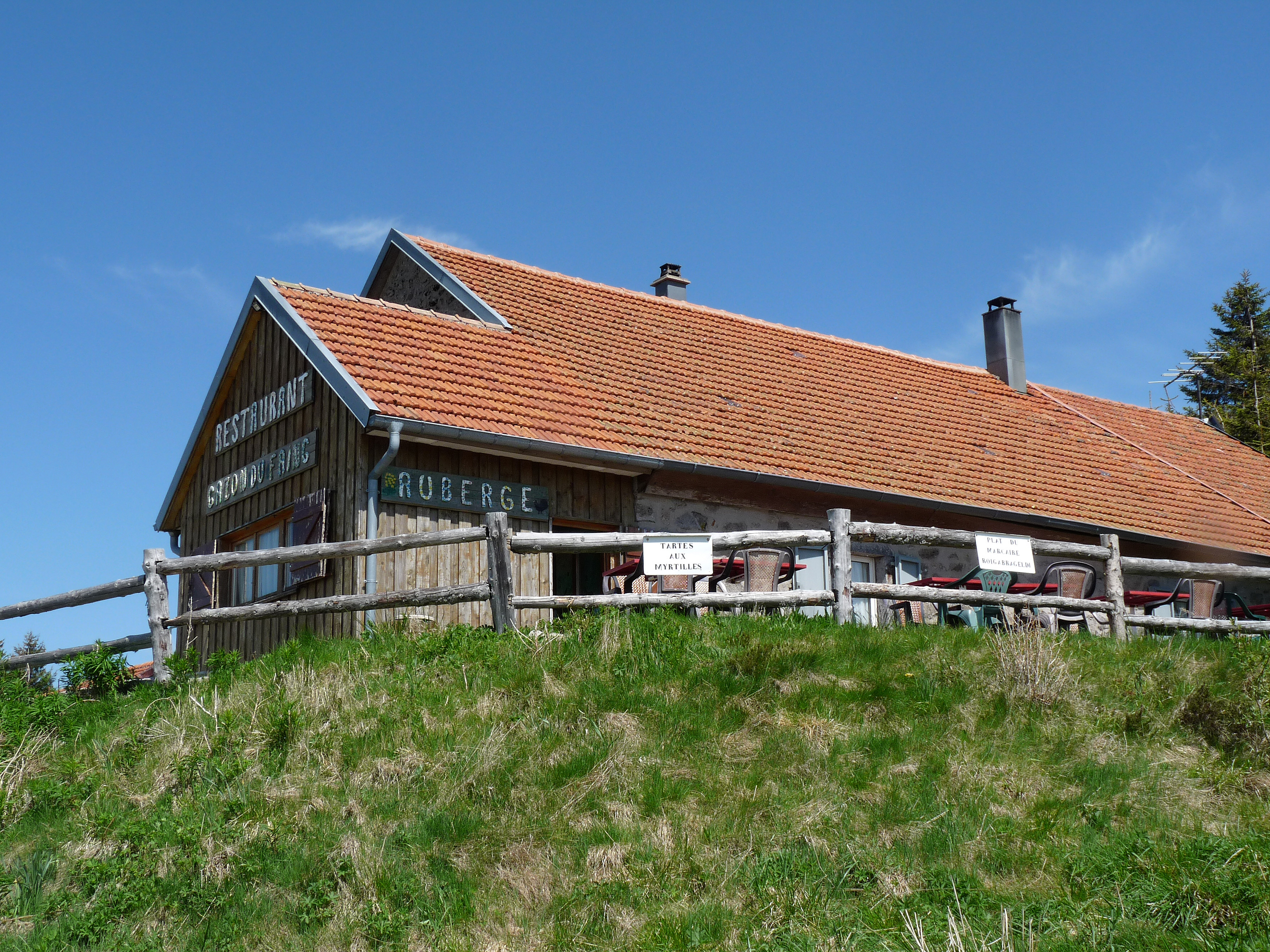
Auberge du gazon du Faing.
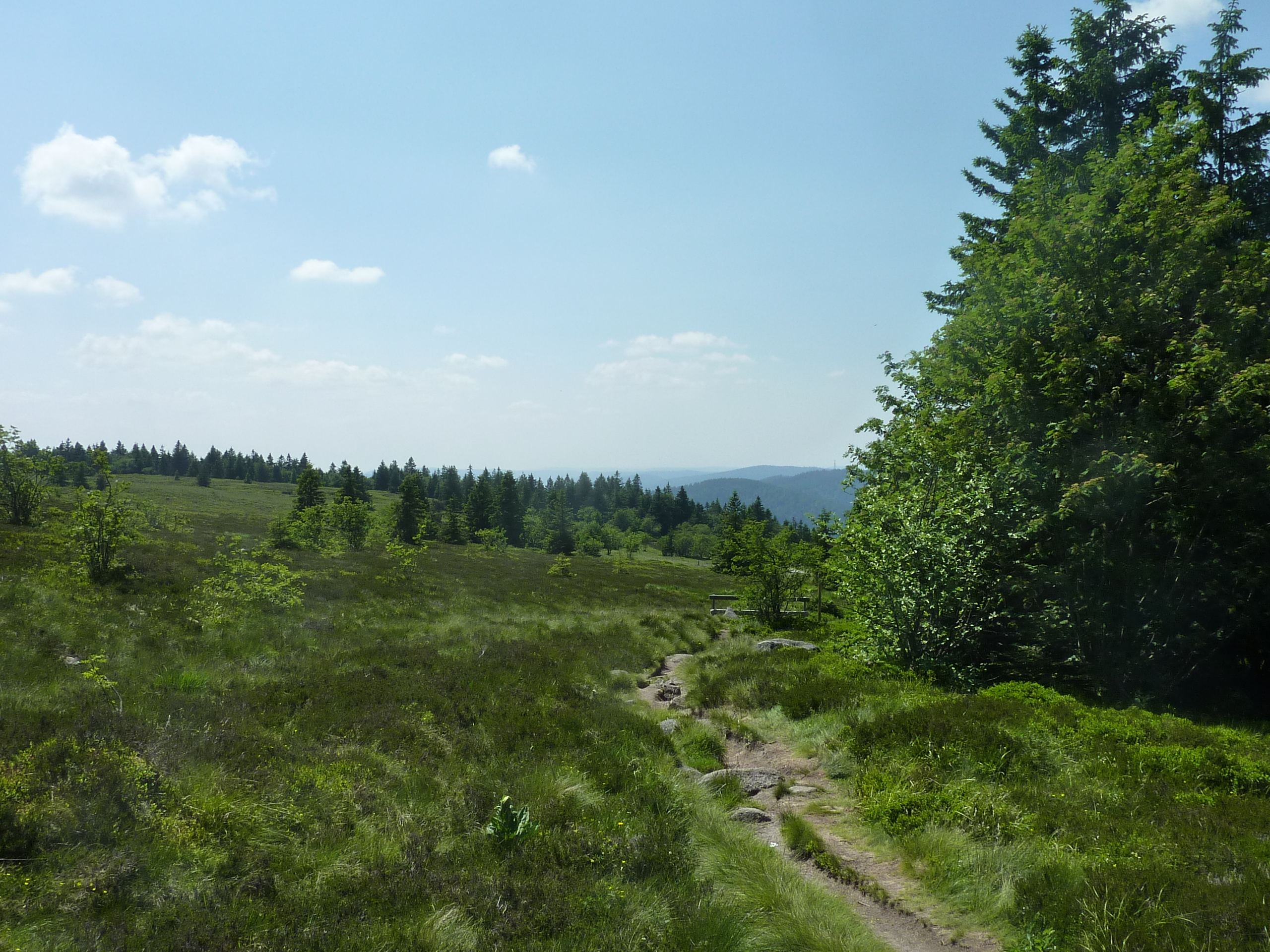
Le chemin qui vient de l'auberge du gazon du Faing.
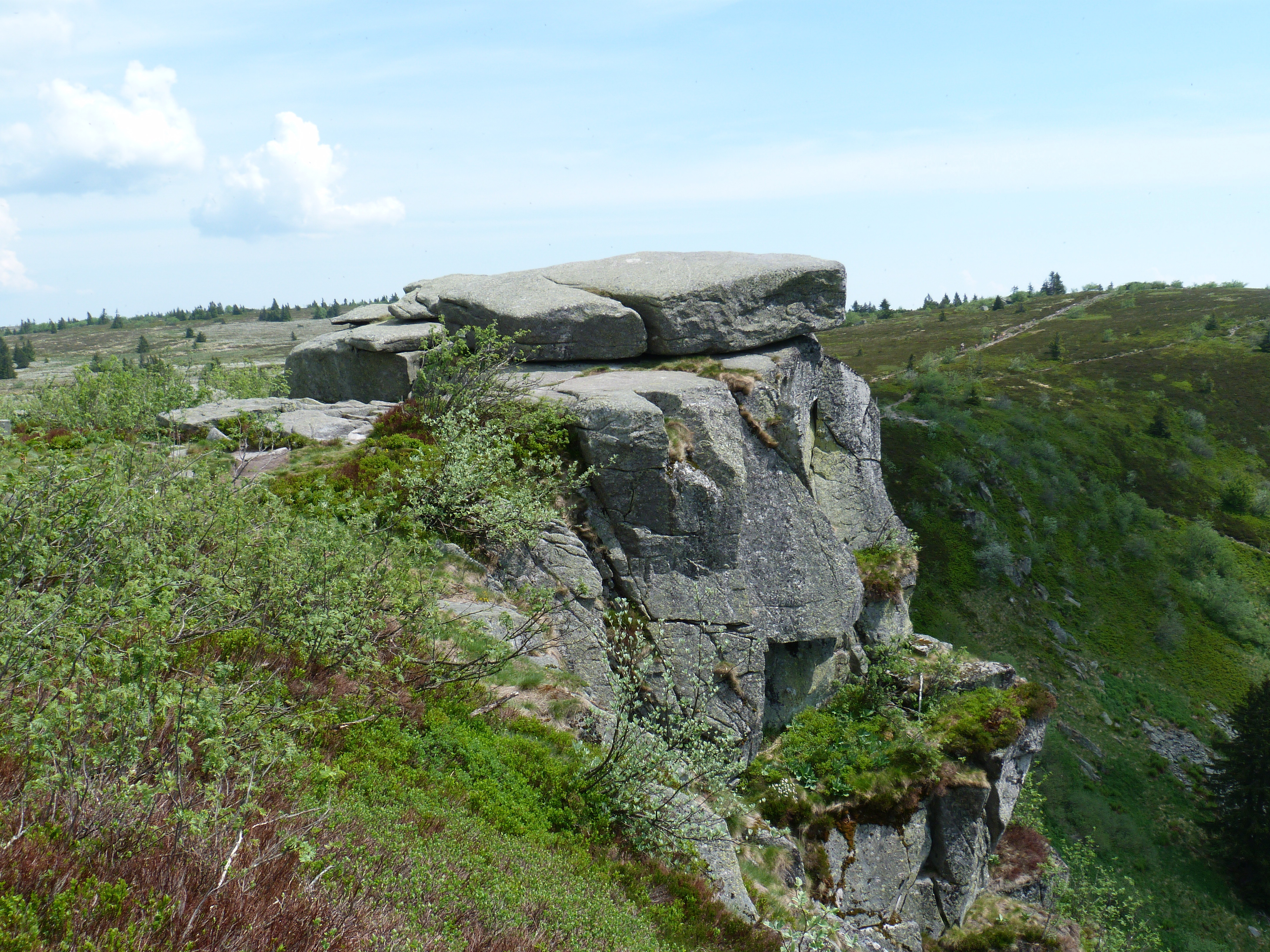
Le Taubenklangfelsen.
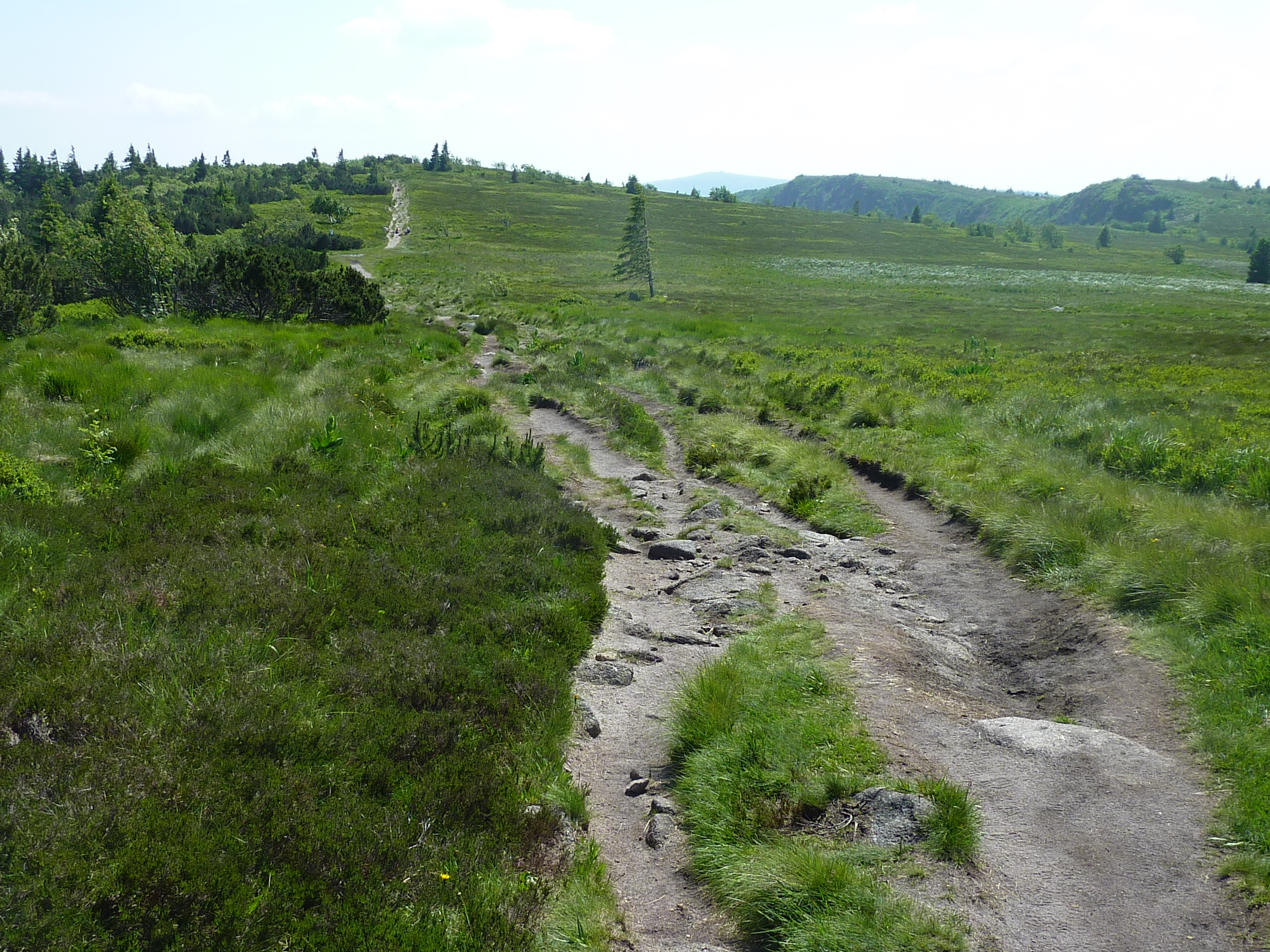
Chemin de crête du gazon du Faing avec vue vers le sud sur le Hohneck, et le Taubenklangfelsen à droite.
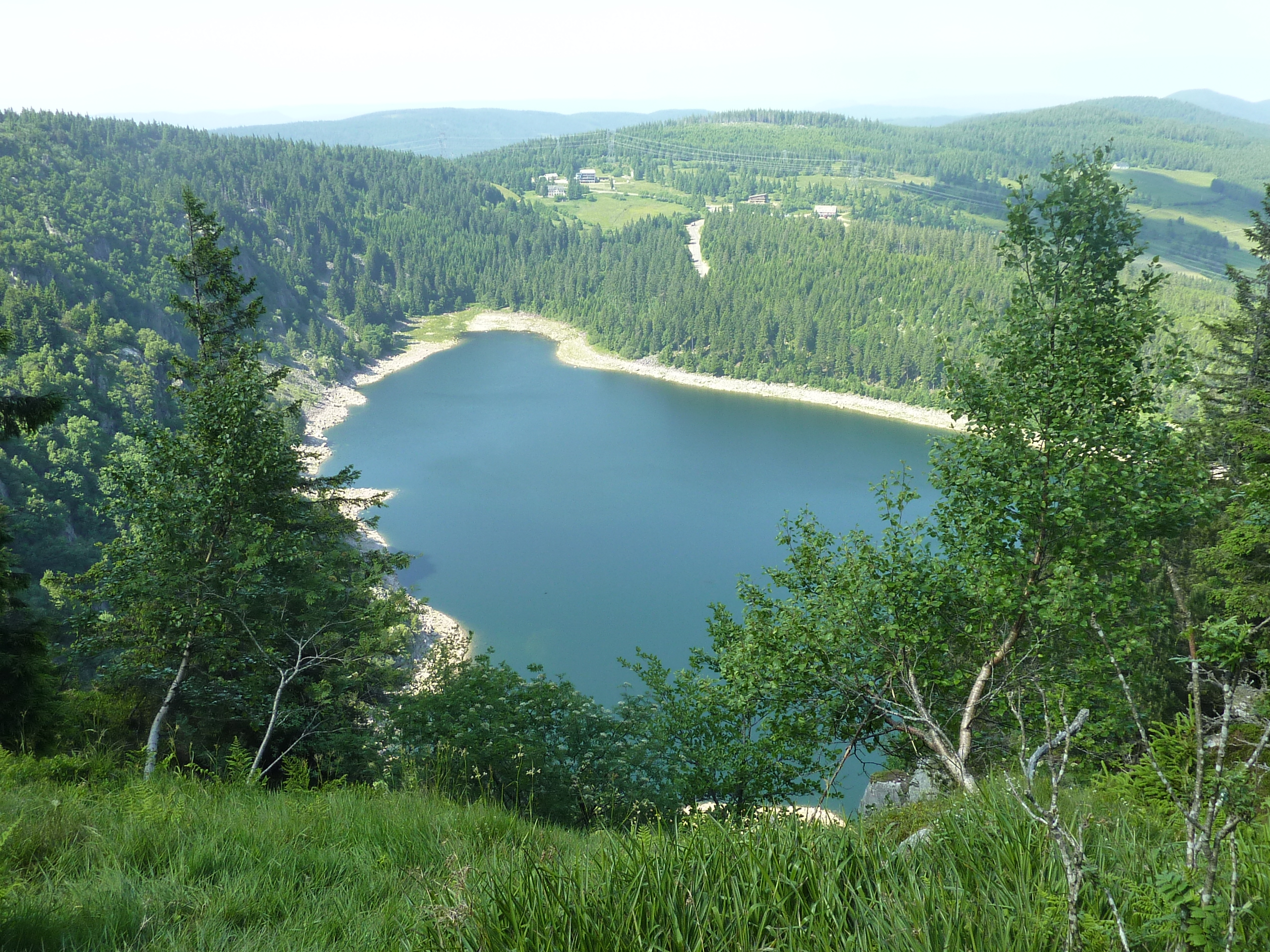
Vue sur le lac Blanc à proximité de la crête du gazon du Faing.